# Pseudobatos prahli
Pseudobatos prahli es una especie de peces de la familia Rhinobatidae en el orden de los Rajiformes.

## Descripción
Pueden llegar alcanzar los 81 cm de longitud total y los 1.350 g de peso.

## Reproducción
Es ovíparo.

## Distribución geográfica
Se encuentra en las  costas del Pacífico oriental: Colombia, Costa Rica, Ecuador, Panamá y Perú.